# 舒卡洛克 (密西西比州)
舒卡洛克（英語：Shuqualak）是位於美國密西西比州諾克蘇比縣的城鎮。

## 人口
根據2020年美國人口普查的數據，舒卡洛克的面積為2.92平方千米，皆為陸地。當地共有人口399人，而人口密度為每平方千米137人。